# 長野県飯山北高等学校
長野県飯山北高等学校（ながのけん いいやまきたこうとうがっこう）は、長野県飯山市大字飯山にあった公立高等学校。

## 概要
旧制長野中学飯山分校として創立。飯山中学を経て飯山北高等学校となる。
2014年度入学生より、長野県飯山高等学校（飯山照丘高等学校と飯山南高等学校の統合校）に二次統合された。

## 沿革
- 1903年4月 - 長野県立長野中学校飯山分校として開校。
- 1906年4月 - 独立して長野県立飯山中学校となる。
- 1920年4月1日 - 長野県令38号により、長野県飯山中学校に改称。
- 1948年4月1日 - 学制改革により、長野県飯山北高等学校となる。
- 1998年4月1日 - 理数科を設置。
- 2003年4月22日 - 文部科学省より学力向上フロンティアハイスクールの指定（3年間）を受ける。
- 2004年4月- ローレルアカデミー開設（平成18年度から中学生・一般向け講座を開設）
- 2007年12月 - 山ノ内・中野方面からの冬期間スクールバス試行運行開始
- 2008年3月 - 理数科設置10周年記念式典及び10周年記念課題研究発表会
- 2008年4月 - 「飯山カリキュラム」（IC：小中高・算数数学）を飯山市と開始
- 2009年4月 - 「飯山カリキュラム」（IC：小中高・英語）を野沢温泉村と開始
- 2010年4月 - 文部科学省よりSSH校（スーパーサイエンスハイスクール）に指定（県内3校目）
- 2011年5月 - 第一体育館、部室、プール除却工事開始
- 2011年11月 - 新校舎建設工事開始
- 2013年10月 - 新校舎での授業開始
- 2014年4月 - 二次統合開始。1年生は統合校の飯山高等学校在籍となる
- 2016年3月 - 閉校

## 教育目標
本校の玄関には、『弗為胡成』（為さずんばなんぞ成らん）の額が掲げられている。これは、犬養毅の揮毫になるものである。これを教訓としている。
- 教育目標 - 基本的人権を尊重し、正義と秩序を愛し、協同の精神を培い、平和的な国家及び社会の形成者となる有為な人材を育成する。
- 教育方針

1. 自由と責任を重んじ、公共心を培い、道徳心を育てる。
2. 勤労の精神を学び、苦難に打ち克つ粘り強さと、高邁な理想を目指す進取の気風を育てる。
3. 学問と芸術とスポーツへのあこがれを強め、幅広い教養と健全な批判力を養う。
4. 個性を開発し、創造性を伸張する。
5. 健全な心身の鍛練と、健全観念の高揚を図る。
6. 自然現象・社会現象を数理的に探求し、論理的な思考ができるようにするとともに、より高度な現象を解析する基礎を身につける。

- 重点目標

1. 協同・連帯の精神を養い、暖かい人間関係を形成する。
2. 積極的・自主的な生活態度を養う。
3. 学力の向上を図るとともに、進路を早期に決定しようとする意識を育てる。

## 著名な出身者
スポーツ
- 竹節作太
- 岩崎三郎
- 杉山進
- 富井一
- 富井澄博
- 片桐幹雄
- 児玉修
- 森敏
- 上野修

その他
- 湯本隆英（中野市長）
- 飯田汲事（地震学者）
- 伊東平（中国放送アナウンサー）
- 江村裕子（元長野朝日放送アナウンサー）
- 西條義将（劇団モダンスイマーズ座長）
- 田井安曇（歌人）
- 嶺貞子（声楽家（ソプラノ）、元東京藝術大学名誉教授）
- 宝月圭吾（歴史学者）
- 宮崎市定（東洋史学者）
- 武田良介（元参議院議員）
- 宮本衡司（長野県議会議員）
- ミノルクリス滝沢(ラジオDJ)
- 小松シゲル（ミュージシャン、（NONA REEVES））

## 校章
- 月桂樹に高の文字。

## 校歌・応援歌
本校の校歌は1番のみでとても長い。（注：全てmidiファイル）
- 校歌
- 成器寮々歌
- スキー歌
- 飯高別れの鐘
- 北高祭讃歌
- 昇格祝賀式の歌
- ストーム節（飯高音頭）
- 応援歌

## 最寄駅
- JR飯山線：北飯山駅徒歩3分